# Корпоративные социальные сети
Корпоративная социальная сеть — это аналог социальной сети с её функционалом, но созданная для удовлетворения бизнес-потребностей. Это профессиональная социальная сеть, решающая задачи организации и сопровождения деятельности компании.
Корпоративные профессиональные социальные сети фокусируются на использовании социальных сетей в Интернете и на социальных отношениях между людьми, которые разделяют интересы бизнеса или деятельности компании. Корпоративные социальные сети являются результатом деятельности разработчиков программного обеспечения и служат для организации внутрикорпоративного общения и взаимодействия с внешней средой.

## История
Первые социальные сети начали формироваться в 1990-е годы (Theglobe.com, GeoCities, Tripod.com, Classmates.com и пр.), начали формироваться онлайн-сообщества, где пользователи могли общаться друг с другом. Они имели простые в использовании инструменты публикации информации.
Бизнес-сообщество не очень быстро смогло сориентироваться и использовать сайты социальных сетей для достижения своих целей. В начале 2000 годов социальные сети начинают широко использоваться коммерческими организациями для привлечения новых клиентов и увеличения продаж. Одним из критериев эффективности корпоративной социальной сети может служить степень вовлечённости аудитории (engagement rate) в социальных сетях.
Многие компании начинают применять социальные сети, чтобы организовать совместную работу своих сотрудников. Производители программного обеспечения корпоративных социальных сетей предлагают свои решения для коммерческих компаний, предоставляя им сервис как услугу возможность работать в облаке.

## Перспективы
По мнению компании Gartner, несмотря на определённые трудности при внедрении корпоративных социальных сетей, их распространение и применение будет только расти.

## Преимущества
Вовлеченность сотрудников в процессы компании и предоставление возможности удаленной совместной работы. Прозрачность обмена информации внутри компании. Возможность быстрой генерации новых идей через открытое совместное обсуждения. Богатые возможности для мотивации персонала.